# Wild things (Yade Lauren)
Wild things is een lied van de Nederlandse zangeres Yade Lauren in samenwerking met de Nederlandse rapster Latifah en de Nederlandse producer SRNO. Het werd in 2022 als single uitgebracht.

## Achtergrond
Wild things is geschreven door Jade Lauren Clevers, Latifah Chavery van Callias en Serrano Gaddum en geproduceerd door SRNO. Het is een nummer dat past in de genres nederhop en trap. In het lied rappen en zingen de artiesten over een relatiebreuk en de moeilijkheden die daarop volgen. Er wordt naast in het Nederlands ook enkele regels in het Engels gezongen in het lied.
Het lied werd in 2022 uitgebracht als onderdeel van de single Toxic survival pack, waarop ook het lied Toxic stond. Dat lied gaat eveneens over een verbroken relatie.

## Hitnoteringen
De artiesten hadden bescheiden succes met het lied in Nederland. Het piekte op de 58e plaats van de Single Top 100 in de drie weken dat het in deze hitlijst te vinden was. De Top 40 en haar Tipparade werden niet bereikt.